# Бодмерські папіруси

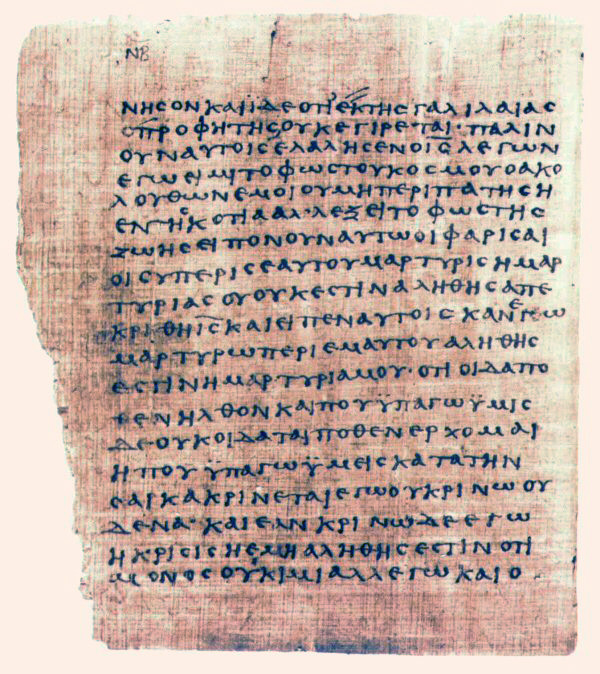
Папірус 66 з папірусів Бодмера

Папіруси Бодмера — це група з 22-х папірусів, знайдених в Єгипті в 1952 році. Вони названі на честь Мартіна Бодмера, який їх придбав. Папіруси містять фрагменти зі Старого та Нового Завітів, ранньохристиянської літератури, Гомера та Менандра. Найстаріший, P 66, датується бл. 200 рік нашої ери Більшість папірусів зберігається в Бібліотеці Бодмеріана в Колоньї (Швейцарія) за межами Женеви.
У 2007 році Ватиканська бібліотека придбала папірус Бодмера 14–15 (відомий як P <sup id="mwGg">75</sup> і як Mater Verbi.

## Огляд
Папіруси Бодмера були знайдені в 1952 році  поблизу Дішни, Єгипет, стародавній штаб-квартирі монахів Пахомійського ордену ; місце відкриття знаходиться недалеко від Наг Хаммаді, де кілька років тому була знайдена секретна бібліотека Наг Хаммаді . Рукописи були таємно зібрані кіпріотом Фокіо Тано з Каїра, потім контрабандою були перевезені до Швейцарії , де їх придбав Мартін Бодмер (1899–1971). Серія «Папірус Бодмер» почала виходити в 1954 році, де даються транскрипції текстів з примітками та вступом французькою мовою та французьким перекладом. Папіруси Бодмера, які зараз зберігаються в Bibliotheca Bodmeriana, в Колоньї, за межами Женеви, не є гностичним сховищем, як бібліотека Наг Хаммаді: вони містять деякі язичницькі, а також християнські тексти, частини приблизно тридцяти п'яти книг у все, коптською і грецькою. З фрагментами листування кількість представлених окремих текстів сягає п'ятдесяти. Більшість творів у формі кодексу, деякі — у сувоях. Три написані на пергаменті.
Серед папірусів Бодмера з'являються V і VI книги Гомера «Іліада», а також три комедії Менандра (Дисколос, Самія і Аспіс), а також євангельські тексти: Папірус 66, це текст Євангелія від Івана, датованого приблизно 200 р. н.е., у рукописній традиції називають олександрійським типом тексту . Окрім фрагмента папірусу в папірусі P52 бібліотеки Райлендса, це найстаріше свідчення про Джона; у ньому пропущено уривок про рух вод (Івана 5:3б-4) і перикопу жінки, взятої в перелюбі (Івана 7:53-8:11).<span about="#mwt19" class="mwe-math-element" data-mw="{&quot;name&quot;:&quot;math&quot;,&quot;attrs&quot;:{},&quot;body&quot;:{&quot;extsrc&quot;:&quot;\\mathfrak{P}&quot;}}" id="20" typeof="mw:Extension/math"><span class="mwe-math-mathml-inline mwe-math-mathml-a11y" style="display: none;"><math xmlns="http://www.w3.org/1998/Math/MathML">
 <semantics>
  <mrow class="MJX-TeXAtom-ORD">
   <mstyle displaystyle="true" scriptlevel="0">
    <mrow class="MJX-TeXAtom-ORD">
     <mrow class="MJX-TeXAtom-ORD">
      <mi mathvariant="fraktur">P</mi>
     </mrow>
    </mrow>
   </mstyle>
  </mrow>
  <annotation encoding="application/x-tex">{\displaystyle {\mathfrak {P}}}</annotation>
 </semantics>
</math></span><img alt="{\mathfrak {P}}" aria-hidden="true" class="mwe-math-fallback-image-inline" src="https://wikimedia.org/api/rest_v1/media/math/render/svg/f306de895b1fd787a364c508badc106b1ff73e18" style="vertical-align: -0.838ex; width:1.924ex; height:2.676ex;"></span> <sup id="mwTA">72</sup> є найранішою відомою копією Послання Юди, а також 1 і 2 Петра. Папірус 75 — це частковий кодекс, що містить більшість Луки та Івана. Порівняння двох версій Іоанна в папірусах Бодмера з папірусами Честера Бітті третього століття переконало Флойда В. Філсона, що «...в Єгипті у третьому столітті не було єдиного тексту Євангелія».
Є також християнські тексти, які були оголошені апокрифічними в четвертому столітті, наприклад, Євангеліє від Якова про дитинство. До деяких листів Павла є греко-латинський лексикон, а також є фрагменти Меліта Сардського. Серед творів — «Бачення Доротея», один з найперших зразків християнської гексаметричної поеми, приписуваної Доротею, синові «Квінта поета» (імовірно, язичницького поета Квінта Смирнея). Найраніший збережений примірник Третього послання до Коринтян опубліковано в Bodmer Papryri X.
Збірник містить деякі нелітературні матеріали, наприклад, збірку листів настоятелів монастиря Святого Пахомія, що свідчить про те, що об’єднуючою обставиною колекції є те, що всі вони були частиною монастирської бібліотеки.

## Придбання Ватикану
Плани, оголошені Фондом Бодмера у жовтні 2006 року продати два рукописи за мільйони доларів, щоб капіталізувати бібліотеку, яка була відкрита в 2003 році, викликали здивування вчених усього світу, побоюючись, що єдність колекції буде зламаний.
Потім, у березні 2007 року було оголошено, що Ватикан придбав папірус Бодмера XIV–XV, який, як вважають, містить найстаріший у світі відомий письмовий фрагмент з Євангелія від Луки, найранішої відомої молитви Господа та одного з найдавніші письмові фрагменти з Євангелія від Івана.
Папіруси були продані за нерозкритою «значною» ціною Френку Ханні III з Атланти, штат Джорджія. У січні 2007 року Ганна подарувала папіруси Папі. Вони зберігаються в бібліотеці Ватикану і будуть доступні для наукового ознайомлення, а в майбутньому уривки можуть бути виставлені для широкого загалу. Їх перевезли зі Швейцарії до Ватикану «Озброєним кортежем в оточенні людей з автоматами».

## Рукописи, пов’язані з Біблією

### Грецька
- Папірус Бодмер II ( {\displaystyle {\mathfrak {P}}} 66 )
- Бодмер V – Різдво Марії, Апокаліпсис Якова; четверте століття
- Папірус Бодмера VII-IX ( {\displaystyle {\mathfrak {P}}} 72 ) — Послання Юди, 1–2 Петра, Псалми 33–34
- Бодмер X – Послання до Коринтян до Павла і Третє послання Павла до Коринтян; третє/четверте століття
- Бодмер XI – Ода Соломона 11; четверте століття
- Папірус Бодмера XIV-XV ( {\displaystyle {\mathfrak {P}}} 75 )
- Папірус Бодмер XVII ( {\displaystyle {\mathfrak {P}}} 74 )
- Бодмер XXIV – Псалми 17:46–117:44; третє/четверте століття
- Бодмер XLVI – Даниїла 1:1-20
- Папірус Бодмер Л – Матвія 25-26; сьоме століття

### Коптський
- Бодмер III – Івана 1:1-21:25; Буття 1:1–4:2; четверте століття; бохайрський
- Бодмер VI – Приповістей 1:1–21:4; четверте/п'яте століття; палео-фіванський («діалект П»)
- Бодмер XVI – Вихід 1:1-15:21; четверте століття
- Бодмер XVIII – Второзаконня 1:1–10:7; четверте століття
- Бодмер XIX – Матвія 14:28–28:20; Римлян 1:1–2:3; четверте/п'яте століття; Sahidic
- Бодмер XXI – Ісус Навин 6:16–25; 7:6–11:23; 22:1–2; 22:19–23:7; 23:15–24:2; четверте століття
- Бодмер XXII (Кодекс Міссісіпі II) – Єремія 40:3–52:34; плач; Послання Єремії; Книга Баруха; четверте/п'яте століття
- Бодмер XXIII – Ісая 47:1–66:24; четверте століття
- Bodmer XL – Пісня пісень
- Бодмер XLI – Acta Pauli; четверте століття; субахмімічний
- Бодмер XLII – 2 Коринтян; діалект, який Вольф-Пітер Функ вважає сахідським
- Бодмер XLIV – Книга Даниїла; бохайрський

## Дивіться також
- Список папірусів Нового Завіту
- Бібліотека Бодмера